# Breitbart News Network
Breitbart News Network, också känt som Breitbart News, Breitbart och Breitbart.com, är en amerikansk sajt för nyheter och opinionsbildning, som grundades år 2007 av Andrew Breitbart (1969–2012). Breitbart News är en högerextrem nyhetssajt som beskriver sig själva som konservativ och identifierar sig som en del av den politiska högern.
Breitbart News har sin huvudredaktion i Los Angeles, med filialer i Texas, London och Jerusalem. Medgrundaren Larry Solov utgör formell ägare och VD. En av de ledande skribenterna är Joel Pollak och Alexander Marlow är webbplatsens chefredaktör.
Andrew Breitbart fick idén att grunda en webbplats vid ett besök i Israel sommaren 2007, med målet att webbplatsen skulle vara "kompromisslöst frihetlig och Israelvänlig",  Breitbart News kom sedan att inordna sig i samma fack som europeisk högerpopulism och amerikansk alternativ höger under ledning av den tidigare arbetande styrelseordföranden Steve Bannon. The New York Times beskriver Breitbart News som en organisation med "ideologiskt drivna journalister" som skapar kontroverser "kring material som kallats misogynistiskt, xenofobiskt och rasistiskt". Bannon utropade webbplatsen som "plattform för den alternativa högern" år 2016, men han nekade till alla påståenden om att den skulle vara rasistisk och uppgav senare att han tog avstånd från de "etnonationalistiska" strömningarna inom den alternativa högern. Breitbart News ägare nekar till att webbplatsen skulle ha några kopplingar till den alternativa högern och till att man skulle ha främjat rasistiska eller vit makt-åsikter, 
Breitbart News stödde Donald Trumps valkampanj 2016, och statsvetaren Matthew Goodwin beskrev Breitbart News som varande ultrakonservativ. Men i april rapporterade Southern Poverty Law Center att Breitbart hade dragit sig från konservatism till högerextremism under året.
Breitbart News har varit inblandade i ACORN-skandalen 2009, avskedandet av Shirley Sherrod, turbulensen kring Anthony Weiner, historien kring Friends of Hamas, en annonskampanj för Breitbart California där man använde bilder av Nancy Pelosi och Miley Cyrus utan deras medgivande, ett felaktigt utpekande av Loretta Lynch som delaktig i Whitewaterskandalen samt Michelle Fields påståenden kring Corey Lewandowski. Efter valet valde ett antal annonsörer, till exempel Kellogg's, att upphöra med annonsering på webbplatsen, vilket fick Breitbart News att uppmana sina läsare att bojkotta Kelloggs varor. Sedan dess uppges fler än 400 organisationer eller motsvarande ha upphört att köpa annonsplats hos Breitbart News.